# Gebze
Gebze – miasto w Turcji w prowincji Kocaeli.
Według danych na rok 2023 miasto zamieszkiwało 277 928 osób.
Cała aglomeracja Gebze łącznie z Çayırova i Darıca na koniec roku 2011 liczyła 545.229 mieszkańców.
Miasto jest siedzibą państwowego tureckiego przedsiębiorstwa samochodowego produkującego samochody elektryczne Togg.